# مرحلة التنوع في البكتيريا
مرحلة التنوع  في البكتيريا
مرحلة التنوع  هي طريقة التعامل مع بيئات مختلفة بسرعة دون الحاجة لتغييرات عشوائية التي تستخدمها مختلف أنواع البكتيريا، بما في ذلك الأنواع السالمونيلا وهو ينطوى على تنوع تعبير البروتين في كثير من الأحيان بصورة متقطعة في أجزاء مختلفة من البكتيريا. على الرغم من انه كان الأكثر شيوعا في دراستها في سياق التهرب من المناعة وقد لوحظ في كثير من المجالات الأخرى أيضا.
تعرف مرحلة التباين على أنها تبديل عشوائي في الطرز الشكلية في ترددات أعلى بكثير (أحياناً >1%) من معدلات الطفرات الكلاسيكية. وتساهم المرحلة التباين في خبثها، عن طريق توليد التباين
ستخدم هذا الأسلوب السالمونيلا للتبديل بين أنواع مختلفة من البروتين الاسواط ونتيجة لذلك، توجد هياكل الاسواط مختلفة في تركيبها. مرة واحدة وقد شنت استجابة تكيفية ضد نوع واحد من الاسواط، أو إذا كان لقاء سابق قد غادر نظام المناعة التكيفية يجب على الجهاز الاستعداد للتعامل مع نوع واحد من الأسواط، والتحول أنواع يجعل الأجسام المضادة الثانوية سابقا تقارب، TCRs، وBCRs غير فعالة ضد سياط.
إعادة تركيب موقع معين:
إعادة تركيب موقع معين وعادة ما تكون قصيرة وتحدث في موقع هدف واحد ضمن تسلسل إعادة توحيد. لهذا حتى يحدث يجب أن يكون هناك عادة واحد أو أكثر من العوامل المساعدة (على سبيل المثال لا حصر لها: البروتينات ملزمة الحمض النووي ووجود أو عدم وجود مواقع الربط الحمض النووي). و مواقع محددة لجينات انزيم إعادة التركيب [1] هناك تغيير في التوجه من الحمض النووي التي من شأنها أن تؤثر على التعبير الجيني أو التركيب الجيني المنتج.[2] ويتم ذلك عن طريق تغيير الترتيب المكاني لمبدأ عملية الترجمة أوعناصرتنظيم عملية الترجمة.
العكس:
من خلال الاستفادة من انزيم إعادة التركيب محدده، يمكن قلب تسلسل من الحمض النووي، مما أدى إلى ON إلى OFF التبديل والعكس بالعكس من الجينات التي تقع داخل أو بجوار لهذا التحول. يمكن للعديد من الأنواع البكتيرية الاستفادة انعكاس لتغيير ترجمة بعض الجينات معينة لصالح من البكتيريا خلال العدوى. يمكن أن يكون هذا الانعكاس بسيطة بواسطة ان تنطوي الترجمة على جين واحد، مثل ترجمة الاهداب لبكتيريا (E.coli) ، أو أكثر تعقيداً بواسطة ان ينطوي على العديد من الجينات في ترجمة العديد من الاسواط بواسطة (S. typhimurium) التصاق الاسواط  من الأنواع الأول الاسواط في بكتيريا (E.coli) يخضع لعملية العكس موقع محدد لتنظيم ترجمة جين (fimA) ،  الوحيدات الرئيسية من الاهداب، يعتمدعلى مرحلة العدوى. الجينات المعكوسة لها مبدأ(promoter) بداخلها التي يعتمد عليها بدأ عملية الترجمة أو ايقافها لجين الذي ينتج (fimA). عملية الترجمة يتوسطها انزيمان إعادة التركيب هما، FimBو FimE، والبروتينات التنظيمية H-NS، (IHF)، وليسين البروتين استجابة (LRP). Fim Eلديه القدرة على عكس عنصر فقط وتحويل الترجمة من التشغيل إلى ايقاف، بينما يمكن FiMB يمكن أن يتوسط عملية العكس في كلا الاتجاهين.
الإدخال_الاستئصال:
إذا عملية القطع(excision) دقيقة  ويتم استعادة تسلسل الأصلي من الحمض النووي، وعكسها مرحلة الاختلاف يمكن بوساطة  عملية التبديل (transposition) . تباين المرحلة بوساطة عملية التبديل يستهدف تسلسل الحمض النووي محددة [5] تحتوي البكتيريا (P. atlantica)على موقع معين في الحمض النووي(.eps) الذي يشفر السكاريد (مركب خارجي يكون موجود على سطح البكتيريا ) خارج الخلية. عملية ترجمة هذا الموقع يتم السيطرة عليه بواسطة مركب يسمى(IS492)وجوده أو غيابه يؤثر على عملية الترجمة. اثنين من الانزيمات _الذي يعزز إعادة التركيب الجيني _ يشفران  بواسطة(MooV and Piv) تتوسطه عملية الاستئصال الدقيق والإدراج، على التوالي، إدراج(IS492)في موقع معين من الحمض النووي (eps). عندما يتم استئصاله IS492 يصبح خارج الكروموسوم الدائري الذي ينتج عن ازالته ترجمة موقع معين من الحمض النووي (eps.).[6][5]مثال آخر أكثر تعقيدا على إعادة ترتيب موقع معين في DNA هو سياط الموجود في البكتيريا( Salmonella typhimurium)  . في المرحلة المعتادة، سلسلة البرومتير(المنطقة التي تبدأ عملية الترجمة) يحفز على ترجمة الجينات لإنتاج سياط H2 مع ريبرسر _(repressor )(سلسة من RNA يعمل على تثبيط إنتاج سلسة mRNA) _من H1 الجينات سياط. مرة واحدة قلب سلسلة البرومتر بواسطة الجينات هين يتم تشغيل (repressor) وهو H2 يسمح ل H1 بترجمته.
تحويل الجينات:
تحويل الجين هو مثال آخر على نوع من التباين المرحلة. يتم التحكم في النوع الرابع من الاسواط(pili) لبكتيريا السيلان بهذه الطريقة. هناك عدة نسخ من الجين الترميز لهذه الاسواط (الجين بيل) ولكن تتم عملية الترجمة عن جين واحد فقط في أي وقت من الأوقات.والإصدارات الصامتة من هذا الجين(pils)، ويمكن استخدامها في إعادة التركيب المثلي بأن تتحد مع أجزاء من الجين (pilE) وبالتالي يساعد في خلق النمط الظاهري مختلفة. هذا يسمح تصل عدد الانماط الظاهرية المختلفة  إلى 10,000,000 من (Pil)
التعديل الجيني – مثلايشن:
وخلافا لغيرها من الآليات من التباين المرحلة، تعديلات جينية لا يعمل على تغير تسلسل الحمض النووي، وبالتالي فإنه النمط الظاهري الذي يتغير وليس النمط الجيني. الجين يبقى سليم ولكن الذي يتغير المركبات التي تكون مربوطة  على جين في حال ربط مجموعة مثيلين يؤثر على عملية النسخ. والنتيجة هي أن تنظيم عملية النسخ مما أدى إلى تنظيم عملية ترجمة الجينات إلى بروتينات[6][5].يتم التحكم بالبروتينات المضادة(43 (Ag43)) الموجود على السطح الخارجي للبكتيريا E.Coli بواسطة مرحلة التباين الذي يتوسطه نوعين من البروتينات. DNA-methylatingانزيم منزوع الأكسجين ناقل لمجموعة المثيل والإجهاد التأكسدي منظم OxyR. Ag43 وهما يقعان على سطح الخلية ويتم تشفيرهما بواسطة جين يسمى(the Agn43) ، وهذا الجين مهم لتكوين البيوفلم (غشاء حيوي رقيقs) والعدوى. وترجمة الجين (the Agn43) يعتمد على ربط البروتين المنظم يسمى(OxyR)، عندما يكون هذا البروتين مربوط بالمنطقة المنظمة للجين(Agn43) يتم تثبيط عملية النسخ. عملية نسخ تعتمد على وجود مجموعة ميثل في بداية الجين Agn43)) على موقع يسمى (GATC)  فعند وجود مجموعة ميثل على (GATC) يمنع (OxyR) من الربط على الجين وهذا يسمح ببداية عملية النسخ للجين(Agn43).[7]
انعكاس الحمض النووي المتداخل:
في هذا الشكل من مرحلة الاختلاف. يمكن نقل منطقة البرومتر (promoter) في الجين من نسخة جينية واحدة إلى آخر من خلال إعادة التركيب المتشابه.وهذا يحدث في البروتينات السطحية للجنين. العديد من البروتينات السطحية المضادة المختلفة كلها صامتة وبصرف النظر عن مشاركة كل واحد في المنطقة المحفوظة في نهاية الجين(5') . يمكن لسلسلة البرومتر(promoter)  ان تنتقل بين هذه المناطق الحافظة وهذا يسمح في ترجمة جينات مختلفة.
تراجع سلسلة الحمض النووي:
وهي عملية يتم من خلالها إنتاج سلسلة من الحمض النووي قصيرة بين سلسلة الحمض للام وسلسلة الحمض النووي للأبناء أثناء عملية تكوين الحمض النووي.[1] يمكن أن ترشح هذه الآلية المستقلة RecA)) أثناء عملية نسخ المتماثل للحمض النووي أوأثناء عملية اصلاح الحمض النووي، ويمكن أن تكون رائدة أو حبلا متخلفة.ويمكن أن ينتج عن هذه العملية سلاسل متكررة وقصيرة. وتتكون هذه السلسلة القصيرة المتكررة من 1-7 نيوكلوتيدات ويمكن أن تكون متجانسة أو غير متجانسة  من التسلسل الحمض النووي المتكرر.[3]
تغيير ترجمة الجينات ينتج عن عملية تراجع سلسلة الحمض النووي ويعتمد على مكان حدوث الزيادة أو نقصان من السلسلة القصيرة المتكررة المتعلقة في البرومتر(promoter) وهذا يؤدي إلى اما ان ينظم مستوى الترجمة أو النسخ[8] ، والنتيجة تكون ايقاف أو تشغيل مرحلة التغير.
تنظيم عملية الترجمة يمكن أن تحدث في عدة طرق، وواحد من هذه الطرق الممكن هو إذا التكرر موجود في منطقة البرومتر (promoter) في بلمرة RNA .الأمراض الانتهازية (H. influenzae) تمتلك اثنين من البرومتر الموجه وجينات الخاملة (hifA و hifB).مناطق البرومتر المتداخلة تكرر اثنين من النيوكلوتيدات (A,T) من 10 إلى 35 في السلسلة. أثناء عملية تراجع سلسلة الحمض النووي المنطقة المعادة   (T,A) يمكن أن تخضع لعملية إضافة أو حذف تيوكلوتيدات (T,A)  الذي ينتج عنها ايقاف أو تشغيل مرحلة نسخ الجينات (hifA و hif). [9][3] أما الطريقة الثانية، عملية تراجع سلسلة الحمض النووي أن تستحث أو تحفز تنظيم الترجمة عن طريق تغير السلاسل القصيرة المتكرر الواقعة خارج البرومتر.إذا كان هناك تغير سلاسل القصيرة المتكررة يمكن أن يؤثر على عملية ربط البروتينات المنظمة مثل المنشط والقامع. وأيضا يمكن أن يؤدي إلى الاختلاف في الاستقرار بعد النسخي من RNA.[5]
ترجمة البروتين يمكن أن تنظم عن طريق عملية تراجع سلسلة الحمض النووي إذا كانت السلاسل القصيرة المتكرر في منطقة الترجمة من الجين. تغير عدد المتكررات إطار القراءة المفتوح  يمكن أن يؤثر على سلسلة الكودون عن طريق إضافة كودونات توقف سابقة لأوانها أوعن طريق تغير تسلسل البروتينات. وهذا غالبا ينتج عنه بروتينات ليس لديها وظيفة أو غير طبيعية.   